# Iso rhothophilus
Iso rhothophilus is een straalvinnige vissensoort uit de familie van vleugelaarvissen (Notocheiridae). De wetenschappelijke naam van de soort is voor het eerst geldig gepubliceerd in 1895 door Ogilby.